# Nothoscordum cuyanum
Nothoscordum cuyanum är en amaryllisväxtart som beskrevs av Pierfelice Ravenna. Nothoscordum cuyanum ingår i släktet vaniljlökar, och familjen amaryllisväxter. Inga underarter finns listade i Catalogue of Life.